# Правителство на Станко Тодоров 1
Първото правителство на Станко Тодоров е седемдесет и пето правителство на България (единадесето на Народна република България), избрано от VI народно събрание на 9 юли 1971 г. Приемник е на второто правителство на Тодор Живков. Управлява до 17 юни 1976 г., след което се преобразува във второто правителство на Станко Тодоров.

## Политика
В средата на 70-те години са обединени 535 ТКЗС, 144 ДЗС и 265 специализирани предприятия в 167 аграрно-промишлени комплекса. Узряването внася хаос в селското стопанство. Дефицитът от селскостопански стоки се засилва и в края на 1970-те години, въпреки огромните дотации от държавата, кризата в селското стопанство вече е реален факт. Образуването на Националния аграрно-промишлен комплекс (НАПК) през март 1979 г. не успява да реши проблемите на българското селско стопанство.
Във връзка с „цялостните успехи“ на българския народ по пътя на социализма, на Х конгрес на БКП от април 1971 г. е приета новата партийна „Програма за изграждане на развито социалистическо общество“. Два месеца по-късно чрез референдум е приета новата конституция на Народна република България, която по дух се доближава до програмата на БКП. Запазва се принципът за „съединяване на законодателната, изпълнителната и съдебната власт“. Въведен е нов постоянно действащ орган на властта – Държавен съвет, избиран от Народното събрание (т.е. от партията), който има огромни правомощия. Първи негов председател е Тодор Живков, а председател на Министерския съвет през следващото десетилетие е остава Станко Тодоров.
В края на 70-те години БКП има над 800 хиляди членове. Причините за бързото увеличаване на членската маса са както попълването на партията с млади дейци, символ на сплотеността на поколенията около нейната политика, така и провежданата кадрова политика в страната. Членовете на БКП много по-лесно постигат професионална реализация.

## Съставяне
Кабинетът, оглавен от Станко Тодоров, е съставен от политически дейци на Отечествения фронт (Българска комунистическа партия и БЗНС (казионен)).

### Кабинет
Сформира се от следните 29 министри и един председател:
| министерство                                                                          | име | име               | партия          |
| ------------------------------------------------------------------------------------- | --- | ----------------- | --------------- |
| председател на Министерския съвет                                                     |     | Станко Тодоров    | БКП             |
| първи зам.-председател на Министерския съвет                                          |     | Тано Цолов        | БКП             |
| първи зам.-председател на Министерския съвет                                          |     | Петър Танчев      | БЗНС (казионен) |
| зам.-председател на Министерския съвет                                                |     | Пенчо Кубадински  | БКП             |
| зам.-председател на Министерския съвет                                                |     | Живко Живков      | БКП             |
| зам.-председател на Министерския съвет, машиностроене                                 |     | Иван Попов        | БКП             |
| зам.-председател на Министерския съвет, председател на Държавния комитет за планиране |     | Сава Дълбоков     | БКП             |
| зам.-председател на Министерския съвет                                                |     | Мако Даков        | БКП             |
| финанси                                                                               |     | Димитър Попов     | БКП             |
| вътрешни работи                                                                       |     | Ангел Цанев       | БКП             |
| народна отбрана                                                                       |     | Добри Джуров      | БКП             |
| външни работи                                                                         |     | Иван Башев        | БКП             |
| труд и социални грижи                                                                 |     | Мишо Мишев        | БКП             |
| председател на Държавния комитет за наука, технически прогрес и висше образование     |     | Начо Папазов      | БКП             |
| снабдяване и държавни резерви                                                         |     | Николай Жишев     | БКП             |
| тежка промишленост                                                                    |     | Христо Панайотов  | БКП             |
| лека промишленост                                                                     |     | Дора Белчева      | БКП             |
| земеделие и хранителна промишленост                                                   |     | Вълкан Шопов      | БКП             |
| строежи и строителни материали                                                        |     | Стамен Стаменов   | БКП             |
| архитектура и благоустройство                                                         |     | Георги Стоилов    | БКП             |
| транспорт                                                                             |     | Григор Стоичков   | БКП             |
| вътрешна търговия и услуги                                                            |     | Георги Караманев  | БКП             |
| външна търговия                                                                       |     | Иван Недев        | БКП             |
| гори и опазване на природната среда                                                   |     | Янко Марков       | БЗНС (казионен) |
| информация и съобщения                                                                |     | Хараламби Трайков | БЗНС (казионен) |
| народно здраве                                                                        |     | Ангел Тодоров     | БКП             |
| народна просвета                                                                      |     | Стефан Василев    | БКП             |
| правосъдие                                                                            |     | Светла Даскалова  | БЗНС (казионен) |
| председател на Комитета за изкуство и култура                                         |     | Павел Матев       | БКП             |
| министър, зам.-председател на Комитета за държавен контрол                            |     | Нинко Стефанов    | БКП             |

#### Ведомства без ранг на министерства
| министерство                                                       | име | име                    | партия |
| ------------------------------------------------------------------ | --- | ---------------------- | ------ |
| председател на Комитета по цените                                  |     | Иван Виденов           | БКП    |
| председател на БНБ                                                 |     | Кирил Зарев            | БКП    |
| председател на Комитета по качеството и стандартизацията           |     | Александър Димитров    | БКП    |
| председател на Комитета по туризма                                 |     | Петко Тодоров          | БКП    |
| председател на Комитета за приятелство и културни връзки с чужбина |     | Георги Димитров-Гошкин | БКП    |
| председател на Комитета по телевизия и радио                       |     | Тодор Стоянов          | БКП    |
| главен директор на БТА                                             |     | Лозан Стрелков         | БКП    |

### Промени в кабинета

#### от 17 декември 1971
- Министърът на външните работи Иван Башев умира на 13 декември 1971 г. от измръзване, по време на поход във Витоша, и на негово място е назначен Петър Младенов.[8][9]

| министерство  | име | име            | партия |
| ------------- | --- | -------------- | ------ |
| външни работи |     | Петър Младенов | БКП    |

#### от 18 февруари 1972
- Министърът на леката промишленост Дора Белчева е освободена от заеманата длъжност и назначена за извънреден пълномощник и посланик на Народна република България в Стокхолм.[10]

| министерство      | име | име         | партия |
| ----------------- | --- | ----------- | ------ |
| лека промишленост |     | Стоян Жулев | БКП    |

#### от 3 юли 1972
- По предложение на Политбюро на ЦК на БКП Стамен Стаменов е освободен от длъжността министър на строежите и строителните материали.[11]

| министерство                           | име | име            | партия |
| -------------------------------------- | --- | -------------- | ------ |
| зам. председател на Министерския съвет |     | Венелин Коцев  | БКП    |
| строежи и строителни материали         |     | Георги Белички | БКП    |

#### от 7 юли 1972
| министерство       | име | име             | партия |
| ------------------ | --- | --------------- | ------ |
| министър без ресор |     | Стамен Стаменов | БКП    |

#### от 23 ноември 1972
| министерство       | име | име           | партия |
| ------------------ | --- | ------------- | ------ |
| министър без ресор |     | Димитър Жулев | БКП    |

#### от 19 януари 1973
| министерство                                                                          | име | име          | партия |
| ------------------------------------------------------------------------------------- | --- | ------------ | ------ |
| народна просвета                                                                      |     | Ненчо Станев | БКП    |
| зам. председател на Министерския съвет, председател на Държавния комитет за планиране |     | Иван Илиев   | БКП    |

#### от 7 април 1973
- Комитета по туризма е преименуван в Комитет за отдих и туризъм.[8][9][12]

| министерство                               | име | име             | партия |
| ------------------------------------------ | --- | --------------- | ------ |
| председател на Комитета за отдих и туризъм |     | Иван Врачев     | БКП    |
| вътрешни работи                            |     | Димитър Стоянов | БКП    |

#### от 30 юни 1973
| министерство           | име | име            | партия          |
| ---------------------- | --- | -------------- | --------------- |
| информация и съобщения |     | Георги Андреев | БЗНС (казионен) |

#### от 13 юли 1973
- Създават се следните ведомства:[8][9][13][14]
  - Министерство на машиностроенето и металургията и Министерство на електрониката и електротехниката след разделяне на Министерството на машиностроенето.
  - Министерство на химическата промишленост и енергетиката след преименуване на Министерството на тежката промишленост.

| министерство                        | име | име              | партия |
| ----------------------------------- | --- | ---------------- | ------ |
| машиностроене и металургия          |     | Тончо Чакъров    | БКП    |
| електроника и електротехника        |     | Йордан Младенов  | БКП    |
| химическа промишленост и енергетика |     | Христо Панайотов | БКП    |

#### от 24 юли 1973
- Създава се Министерство на строежите и архитектурата след сливане на Министерството на строежите и строителните материали и Министерството на архитектурата и благоустройството.[15][8][9][16]

| министерство          | име | име             | партия |
| --------------------- | --- | --------------- | ------ |
| строежи и архитектура |     | Григор Стоичков | БКП    |

#### от 27 юли 1973
| министерство | име | име         | партия |
| ------------ | --- | ----------- | ------ |
| транспорт    |     | Васил Цанов | БКП    |

#### от 23 октомври 1973
- Създават се следните ведомства:[17][8][18][19]
  - Министерство на химическата промишленост и Министерство на енергетиката след разделяне на Министерството на химическата промишленост и енергетиката.

| министерство                        | име | име              | партия |
| ----------------------------------- | --- | ---------------- | ------ |
| химическа промишленост              |     | Христо Панайотов | БКП    |
| енергетика                          |     | Петър Данаилов   | БКП    |
| земеделие и хранителна промишленост |     | Ганчо Кръстев    | БКП    |

#### от 19 март 1974
- Създава се Министерство на минералните ресурси.[20][8][21][22]

| министерство      | име | име             | партия |
| ----------------- | --- | --------------- | ------ |
| минерални ресурси |     | Стамен Стаменов | БКП    |

#### от 4 юли 1974
- Венелин Коцев е освободен от длъжността зам. председател на Министерския съвет.[8][18][23]

| министерство           | име | име           | партия |
| ---------------------- | --- | ------------- | ------ |
| химическа промишленост |     | Георги Панков | БКП    |

#### от 8 юли 1974
| министерство          | име | име         | партия |
| --------------------- | --- | ----------- | ------ |
| труд и социални грижи |     | Кирил Зарев | БКП    |

#### от 31 юли 1974
- Създава се Комитет за външноикономически връзки.[8][18][24]

| министерство                                         | име | име           | партия |
| ---------------------------------------------------- | --- | ------------- | ------ |
| председател на Комитета за външноикономически връзки |     | Никола Калчев | БКП    |

#### от 1 ноември 1974
- Петър Танчев и Иван Попов са освободени от длъжността зам. председател на Министерския съвет.[8][18][25]

| министерство                           | име | име          | партия |
| -------------------------------------- | --- | ------------ | ------ |
| зам. председател на Министерския съвет |     | Огнян Дойнов | БКП    |

#### от 21 ноември 1974
- Пенчо Кубадински е освободен от длъжността зам. председател на Министерския съвет.[8][18][26]

#### от 15 април 1975
- Кирил Зарев е освободен от длъжността министър на труда и социалните грижи. Постът остава вакантен до 16 юни 1975 г.[8][18][27]

| министерство                                                                          | име | име         | партия |
| ------------------------------------------------------------------------------------- | --- | ----------- | ------ |
| зам. председател на Министерския съвет, председател на Държавния комитет за планиране |     | Кирил Зарев | БКП    |

#### от 16 юни 1975
| министерство          | име | име          | партия |
| --------------------- | --- | ------------ | ------ |
| труд и социални грижи |     | Ангел Чаушев | БКП    |

#### от 2 юли 1975
| министерство                                  | име | име             | партия |
| --------------------------------------------- | --- | --------------- | ------ |
| председател на Комитета за изкуство и култура |     | Людмила Живкова | БКП    |

#### от 3 юли 1975
| министерство       | име | име                | партия |
| ------------------ | --- | ------------------ | ------ |
| председател на БНБ |     | Веселин Никифоров1 | БКП    |

- 1: – член на правителството.[8][18]

#### от 23 април 1976
- Огнян Дойнов е освободен от длъжността зам. председател на Министерския съвет.[8][18]